# Erythroxylum dekindtii
Erythroxylum dekindtii là một loài thực vật có hoa trong họ Erythroxylaceae. Loài này được (Engl.) O.E.Schulz mô tả khoa học đầu tiên năm 1907.